# Henry D’Souza
Henry D’Souza (ur. 9 września 1949 w Kinnigoly) – indyjski duchowny rzymskokatolicki, od 2008 biskup Bellary.

## Życiorys
Święcenia kapłańskie przyjął 5 maja 1976 i został inkardynowany do diecezji Mangalore. Był m.in. wicedyrektorem diecezjalnego centrum liturgicznego, dyrektorem Sandesha Regional Centre, a także podsekretarzem i sekretarzem komisji Konferencji Episkopatu Indii ds. komunikacji społecznej.
15 marca 2008 został prekonizowany biskupem Bellary. Sakry biskupiej udzielił mu 12 czerwca 2008 kard. Oswald Gracias.